# Uffa Fox
Uffa Fox (1898 - 1972) fut un régatier et un architecte naval britannique.

## Biographie
Né sur l'île de Wight, Uffa Fox est considéré comme le père du dériveur moderne. Après un apprentissage de sept ans avec le grand constructeur de bateaux A.E. Saunders, il décide, à 21 ans, de voler de ses propres ailes, et très vite il connaît le succès. Il est le premier, dès 1933, à concevoir des dériveurs capable de planer sur la vague.
C'est un personnage haut en couleur, avec goût certain pour le défi sportif : alors qu'on lui a confié un groupe de scouts marins âgés de 14 à 18 ans pour un camp d'été à l'île de Wight, Uffa Fox, qui rêve de visiter Paris, fait jurer le secret à sa troupe et se lance sur la Manche avec une baleinière à voile...las! l'expédition s'arrêtera sur la Seine, à seulement 40 km du but, à la suite des récriminations d'un parent mis au courant, mais l'affaire, qui fera grand bruit, n'aura pas de suites trop graves pour lui, peut-être par respect pour ce qui est une sorte d'exploit sportif.
Ses voiliers les plus connus sont le Vigilant, un 22 m2 de la jauge Square Metre Rule, l'Albacore, le Javelo, le Flying-fifteen, le Firefly, le Day-Sailer et les 14 pieds international.
Son coup de maître est le 14 pieds international Avenger qui domine outrageusement la saison 1928 en remportant 52 des 57 courses dans lesquelles il est engagé: Il est équipé d'un trapèze, dispositif révolutionnaire qui sera interdit par les très conservateurs dirigeants du Yachting britannique et ne réapparaîtra qu'après le 2e conflit mondial.
De nombreuses créations d'Uffa Fox portent un nom du type Flying-...suivi d'un nombre représentant la longueur en pieds. Cette indication signifie que le voilier est suffisamment léger pour déjauger et planer.
Ses livres sur la voile, écrits pour la plupart à la fin des années 1930, sont des classiques du genre. Pendant la Seconde Guerre mondiale, Fox a conçu un bateau de sauvetage aéroporté destiné aux survivants des avions abattus ou des bateaux coulés.
Celle baleinière (dont il exista plusieurs versions, de trois à vingt-cinq places) était en général suspendue sous le ventre d'un bombardier Vickers Warwick reconverti dans les missions SAR (Search And Rescue - sauvetage en mer). insubmersible et auto-redressable grâce à des ballonnets gonflables, l'embarcation était grée de 3 voiles, disposait d'un petit moteur, de vivres et d'eau.ainsi que... d'un manuel d'apprentissage de la voile rédigé par Uffa Fox lui-même: Il était en effet capital que les aviateurs puissent rentrer en Angleterre, ce qui impliquait en général un louvoyage contre les vents dominants. C'est cette embarcation, construite en bois moulé avec les mêmes procédés que le chasseur - bombardier Mosquito qui figure sur la pierre tombale d'Uffa Fox. Il disait que de toutes ses créations c'était celle dont il était le plus fier, car elle avait sauvé la vie à bon nombre d'aviateurs de la RAF et leur avait permis de retourner au combat.
Côté vie privée, il connut trois mariages, dont le dernier en 1956 avec une française, Yvonne Bernard.
Fox est aussi célèbre pour ses rapports avec la famille royale britannique, il a régaté sur des Dragon et 5.5 Metre avec le duc d'Édimbourg.
Il a aussi été le professeur de voile du prince Charles.